# Phaeochroops masumotoi
Phaeochroops masumotoi är en skalbaggsart som beskrevs av Yoshiaki Nishikawa 1996. Phaeochroops masumotoi ingår i släktet Phaeochroops och familjen Hybosoridae. Inga underarter finns listade i Catalogue of Life.